# Придворица (Лепосавић)
Придворица је насеље у општини Лепосавић на Косову и Метохији. Површина катастарске општине Придворица где је атар насеља износи 461 ha. Припада месној заједници Сочаница. Село се налази 9 km  јужно од Лепосавића, на левој страни Ибра. Насеље је по постанку старо. Надморска висина села је 648м. Придворица лежи ван свих важнијих комуникација. Важно је напоменути да кроз село пролази пруга Лапово-Косово Поље. Железнице Србије су 2009. године изашле у сусрет мештанима Придворице и отвориле путничко стајалиште и на тај начин повезале село Придворицу са Лепосавићем и Косовском Митровицом. До села се може доћи и сеоски путем из правца Лепосавића и Сочанице. Највеће миграције село је доживело седамдесетих и осамдесетих година. Већина становништва које је отишло из села се настанило у тада великим индустријским центрима Крагујевцу и Краљеву. Село је разбијеног типа и издвајају се две махале: Горња и Доња. Куће су лоциране по странама брда, а друге у плодној алувијалној равни Ибра.
Овде се налазе Рушевине гробљанске цркве у селу Придворица.

## Демографија
- попис становништва 1948: 389
- попис становништва 1953: 432
- попис становништва 1961: 441
- попис становништва 1971: 365
- попис становништва 1981: 305
- попис становништва 1991: 199

У селу 2004. године живи 205 становника. Данашње становништво чине родови: Милуновићи, Милетићи, Миљковићи, Лазовићи, Спасојевићи, Радојичићи, Јовановићи, Вукићевићи, Миливојевићи, Несторовићи, Вукоичић, Милићи, Здравковићи, Радојковићи, Ђорђевић, Андрић, Вулићевић, Ракићевић, Савовић.